# Casa-fàbrica Julibert
La casa-fàbrica Julibert és un edifici situat al carrer de Guifré, 6 del Raval de Barcelona, catalogat com a bé amb elements d'interès (categoria C) arran de la MPEP del Patrimoni Arquitectònic Històrico-Artístic al districte de Ciutat Vella, per a incorporar el Patrimoni Industrial del Raval (Fàbriques i Cases Fàbrica).

## Història
El 1871, Mercè Ferrando, vídua del comerciant i terratinent Rafael Sabadell i Permanyer, com a tutora dels seus fills menors d'edat, establí en emfiteusi al fonedor de coure Josep Julibert i Ribas una parcel·la al carrer de Guifré, on aquest va fer construir un edifici segons el projecte de l'arquitecte Emili Sala i Cortés. Aquell mateix any, va demanar permís per a instal·lar-hi un forn de fundició de metalls a la «quadra» interior, segons el projecte de l'enginyer Baldomer Sala.
A la seva mort, fot succeït per la seva vídua Antònia Argelich. El 1911, el propietari Lleonart Juan va demanar permís per a fer-hi reformes i remuntar-hi un pis. El 1960, va haver una inspecció i legalització de dos motors elèctrics, tres màquines, dos aparells de 
soldadura autògena de la serralleria de Joan Vila Farrés, als baixos de la finca.

## Descripció
Consta de planta baixa amb taller, cinc pisos sota terrat i un àtic reculat, amb dues obertures per planta. La planta baixa té dues grans obertures d'arc escarser: la de la dreta és l'accés al taller, i la de l'esquerra, la porta de l'escala de veïns. Als pisos, els balcons són de barana de ferro forjat i llosana de pedra (ampitats a l'entresol i de volana decreixent amb l'alçada). Les obertures tenen emmarcaments de morter i ornaments florals de gust modernista a la llinda. El parament presenta un aplacat de pedra de Montjuïc a la planta baixa, i d'imitació de carreus a la resta. El coronament és una cornisa en forma de guardapols de formes corbes.
El vestíbul dóna pas accés a un pati on s'obre l'escala de veïns i un passatge que enllaça amb el fons de la finca, on hi havia el taller, actualment un edifici d'habitatges de planta baixa i quatre pisos sota terrat.